# Montante e jusante (hidráulica)
Em hidráulica, tudo o que está abaixo de um dado ponto de referência, ao longo de um curso d'água, até a sua foz, diz-se que se situa a jusante (rio abaixo), enquanto tudo que se situa acima do ponto de referência, diz-se que está a montante (rio acima) desse mesmo ponto. "A jusante" significa  no sentido em que flui um curso de água, ou seja, em direção à foz, ao fim. Também pode significar 'em direção à parte onde vaza a maré'; "a montante" significa no sentido contrário ao que corre um fluxo de água, ou seja, em direção à nascente, ao início.
Jusante  é todo ponto referencial ou seção de rio compreendido entre o observador e a foz de um curso d’água — ou seja, rio-abaixo, em relação ao observador. Também significa a vazante de mar. Oriundo do latim jusum, é um substantivo feminino que também significa "para o lado da foz". Em francês a tradução da palavra é aval, em contraposição à palavra amont (montante). Dado um ponto qualquer, num curso d'água, este passa a ser dividido em duas partes: a parte a montante, de onde vêm as águas, e a parte a jusante, para onde estão indo as águas.

## Exemplos
No Rio Grande, em Minas Gerais, a barragem de Furnas situa-se a montante da Usina Hidrelétrica Mascarenhas de Morais, enquanto a Usina de Itaipu, já no rio Paraná, encontra-se a jusante das outras duas barragens.
Na fábula de Esopo O Lobo e o Cordeiro, a afirmação do lobo de que o cordeiro estaria sujando sua água é falsa porque este estava bebendo água a jusante do lobo:
 (...) Senhor – falou o Carneiro – encareço à Vossa Alteza que me desculpeis, mas acho que vos enganais: bebendo, quase dez braças abaixo de vós, nesta correnteza, não posso sujar-vos a água (...)
A previsão de captação de água do Rio São Francisco, no projeto de transposição, será a 900 quilômetros de sua foz, a jusante, portanto, da maior parte de sua bacia hidrográfica, que tem a montante, 2 400 quilômetros de extensão.[carece de fontes?]

## Eletrotécnica
Estes termos são muito empregados em diversas áreas das ciências, e inclusive nas exatas.
Analisando o curso de um rio: a nascente (início) está a montante, e a foz (o fim), a jusante. Analogamente, para eletricidade:
- um componente estar a montante significa que ele está antes do outro, no sentido de estar mais próximo da fonte de energia.
- um componente estar a jusante significa que ele está depois do outro, no sentido de estar mais perto da carga final.

Exemplos de aplicação das locuções 'a montante' e 'a jusante':
1. Numa residência, o transformador da rua está a montante de toda a instalação da casa.
2. Os disjuntores, tanto do padrão onde está o medidor de energia (wattímetro), quanto os que estão no quadro de distribuição dos circuitos internos da instalação, ficam a jusante dos transformadores de poste.
3. Os disjuntores terminais dos circuitos de iluminação de um painel estão todos a jusante do disjuntor geral do mesmo painel.
4. Um disjuntor protege a fiação a jusante dele (quando corretamente especificado).
5. As cargas estão sempre a jusante do transformador e quadro de alimentação.

## Controle
Pode-se usar as palavras montante e jusante para definir a realimentação, na qual:
- Um componente a montante está na entrada do processo.
- Um componente a jusante está na saída do processo.

Então, uma definição de realimentação seria: é o procedimento pelo qual uma informação disponível a jusante, num dado processo, é utilizada a montante.